# Фраскати
Фраскати (итал. Frascati) је насеље у Италији у округу Рим, региону Лацио.
Према процени из 2011. у насељу је живело 20036 становника. Насеље се налази на надморској висини од 165 м.

## Становништво
Према резултатима пописа становништва 2011. у општини је живело 20.755 становника.
| 1936.  | 1951.  | 1961.  | 1971.  | 1981.  | 1991.  | 2001.  | 2011.  |
| ------ | ------ | ------ | ------ | ------ | ------ | ------ | ------ |
| 11.763 | 13.102 | 15.793 | 18.025 | 18.896 | 20.123 | 19.314 | 20.755 |

## Партнерски градови
- Bad Godesberg, Сен Клу, Кортрајк, Windsor and Maidenhead